# Masood Kamandy
Masood Kamandy (* 1981 in Fort Collins Colorado) ist ein US-amerikanischer Fotograf und Videokünstler.

## Leben und Werk
Masood Kamandy ist afghanischer Herkunft, seine Familie stammt ursprünglich aus Kabul. Kamandy absolvierte 2004 den Bachelor of Art an der School of Visual Arts in New York und den Master 2012 an der University of California in Los Angeles. Er ist dort Hochschullehrer für Fotografie.
Seine Arbeit begann als Dokumentation über seine Familiengeschichte und entwickelte sich zu einer Auseinandersetzung mit der Postproduktion bei Video und Fotomaterial. Kamandy warb Gelder für die Einrichtung einer Dunkelkammer an der Universität Kabul ein und begann dort Fotografie zu unterrichten. Er kuratierte eine Ausstellung studentischer Arbeiten in der Visual Arts Gallery in New York mit dem Titel: First Light: Teaching Photography in Kabul. Für die dOCUMENTA (13) hat er ein zweites Seminar unter dem Stichwort Photographic Information organisiert, welches den Status der Fotografie im digitalen Zeitalter hinterfragt. Die Ausstellung, bei der die gerahmten Fotodrucke in Clustern oder Rhizomen gehängt waren, trug den Titel Superpositional.